# 栄町地下トンネル
栄町地下トンネル（さかえまちちかトンネル）は、愛知県名古屋市東区にある、名鉄瀬戸線のトンネル。

## 概要
長さは約1.7km。トンネル内の線路は複線構造である。
名古屋市の中心部にあり、名鉄瀬戸線の起点の栄町駅から次の東大手駅の先までの区間がこのトンネル内にある。
栄町駅から外堀通までは、久屋大通の地下を通り、名古屋市営地下鉄名城線と並行している。その間、桜通の地下で名古屋市営地下鉄桜通線と交差しているが桜通線との乗換駅は設けられていない。
また、外堀通からトンネル出口までは、名古屋城の外堀の地下を通る。この部分は、外堀の構造を保護するため、シールド工法により建築された。1965年開業の地下鉄名城線より開業時期が13年ほど遅いが、トンネルは名城線より浅い位置にある。
このトンネルを出ると地下から30パーミルの勾配を一気に上って高架線となる。

## 歴史
1978年（昭和53年）、瀬戸線の栄乗り入れに伴い、完成した。建設時には、久屋大通公園の整備も並行して行われた。